# ایوان پلانینا
ایوان پلانینا (به لاتین: Ivan planina) یک کوه در بوسنی و هرزگوین است که در فدراسیون بوسنی و هرزگوین واقع شده‌است. ایوان پلانینا ۱٬۵۳۴ متر بالاتر از سطح دریا واقع شده‌است.